# Leonarda Rewkowska
Leonarda Rewkowska (ur. 1939 w Nowinkach w powiecie baranowickim) – polska działaczka na Białorusi, sybiraczka, od 1993 prezes rejonowego Związku Polaków na Białorusi w Słonimie.